# Saint-Corneille
Saint-Corneille ist eine kleine französische Gemeinde mit 1517 Einwohnern (Stand 1. Januar 2022) im  Arrondissement Mamers im Département Sarthe in der Region Pays de la Loire. Sie gehört zum Gemeindeverband Le Gesnois Bilurien und liegt rund zehn Kilometer nordöstlich der Stadt Le Mans.

## Persönlichkeiten
- Marcel Haëntjens (1869–1915), Krocketspieler und Reiter

## Galerie

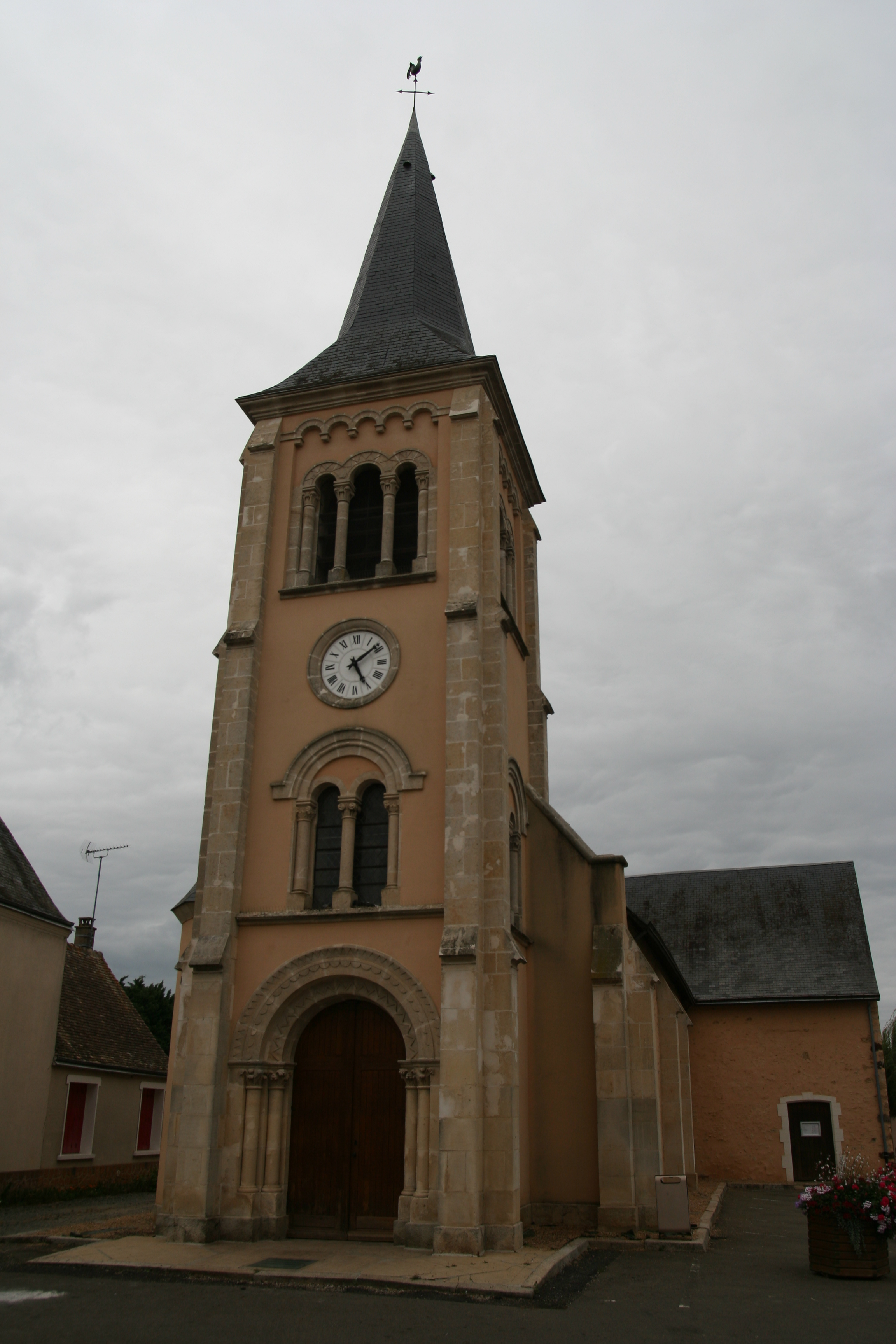
Kirche St. Cornelius
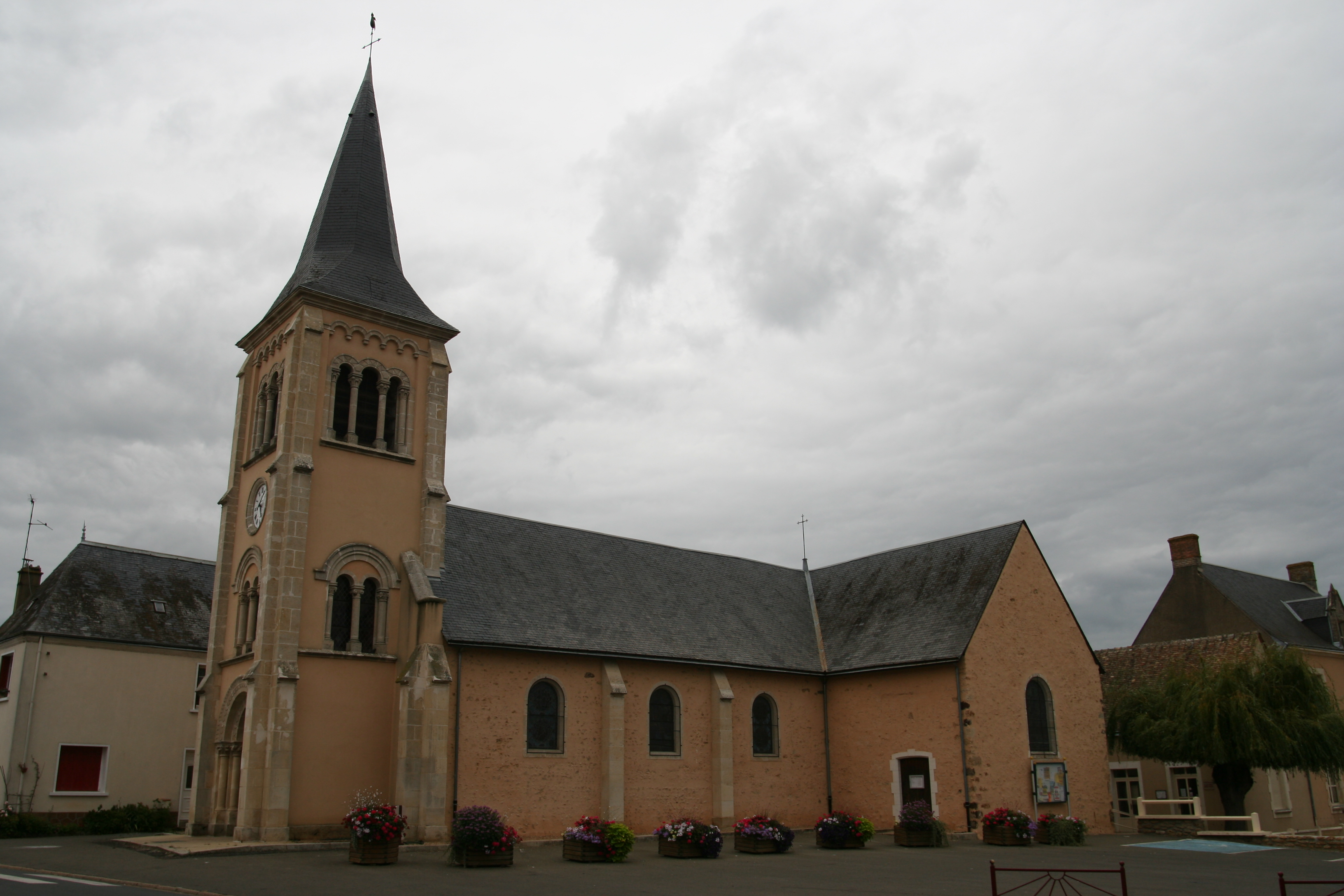